# サーマン・トーマス
サーマン・リー・トーマス(Thurman Lee Thomas 1966年5月16日-）は、テキサス州ヒューストン出身の元アメリカンフットボール選手。NFLのバッファロー・ビルズで長年スターRBとして活躍した。
1988年ビルズ入団。91年にはリーグMVPを獲得。通算ラン1万2074ヤード、88タッチダウン（TD）などの記録を残して2000年引退。2007年プロフットボール殿堂入り。翌2008年にはカレッジフットボールの殿堂入りも果たした。背番号34。 

## 大学時代
1984年にオクラホマ州立大学入学。1985年と1987年にはオールアメリカン1stチームにも選出されるなど、4年間で通算ラン4,595ヤード、43TD、100ヤードを超えたラッシングを21試合記録した。1987年のウェストバージニア大学とのサンボウルでは157ヤードを走り、4タッチダウンをあげる活躍を見せてチームは35-33で勝利した。3年生の時にバリー・サンダースが入学してきたが、卒業までの2年間先発RBの座を譲らなかった（トーマスの卒業後の1988年にサンダースは先発に定着し、ラン2628ヤードを記録し、最優秀選手賞のハイズマン賞を獲得し、1989年、大学卒業を待たずにデトロイト・ライオンズに入団した。）トーマスの背番号34はオクラホマ州立大学に3人しかいない永久欠番となっている。

## NFL時代
1988年のNFLドラフトでは膝の故障を理由に1巡使指名を見送られ、結局2巡40位でビルズに入団。この年1巡指名権を持たなかったビルズの中では最上位指名選手だった。
ルーキーイヤーの1988年は881ヤードを走り、2年目の1989年から8年連続1,000ヤードラッシャーとなり、5年連続5回のプロボウル選出、3年連続3回のオールプロ1stチーム選出と絶頂期を迎え、1990年からはNFL史上初となる4年連続のラン＋パス総合1位も記録。1991年にはリーグMVP、1992年には最優秀攻撃選手に輝いた。この間にチームも黄金時代に入り、トーマスやジム・ケリー、アンドレ・リード、ジェームズ・ロフトンらの活躍でリーグ有数の攻撃力を誇ったビルズは90年シーズンからAFC4連覇し、4年連続のスーパーボウル出場を果たした。（第25回、第26回、第27回、第28回）出場を果たした。
1997年に9年連続1,000ヤードラッシュを逃した後は高給に見合わぬ成績が続き、サラリーキャップ制度下での負担を嫌ったビルズに1999年限りで契約更新を拒否され、同じAFC東地区のライバルであるマイアミ・ドルフィンズに移籍した。新天地で迎えた2000年シーズンだったがひざの靱帯を断裂し残り試合を欠場、ドルフィンズとの契約が切れたシーズン後の2001年2月27日にビルズと1日だけの契約を結びビルズの選手として引退した。
ビルズではO・J・シンプソンのチームラッシング記録を塗り替えた11,938ヤードを走っている。

## 人物
守備の穴を見つけることに優れており、鋭いカットバックでビッグプレーを演じた。ランだけでなく、レシーブ能力も優れていた。